# Setta
Una setta (dal latino secta, da sequi, seguire, seguire una direzione, e da secare, tagliare, disconnettere) è, in senso generale, un gruppo di persone che segue una dottrina religiosa, filosofica o politica minoritaria la quale, per particolari aspetti dottrinali o pratici, si discosta da una dottrina preesistente già diffusa e affermata. La definizione di setta è dibattuta e il termine ha assunto un significato negativo o dispregiativo.

## Utilizzo del termine
In passato poteva indicare una scuola di pensiero all'interno di una religione, senza che fosse eterodossa o che entrasse in conflitto con altre scuole. In seguito il termine assunse una connotazione dispregiativa, ricercata dalla religione dominante, per indicare gruppi minoritari che contestavano la sua autorità dottrinale e interpretativa. In tal senso movimenti come i valdesi vennero considerati una pericolosa setta da parte della Chiesa cattolica e gli sciiti dell'Islam vennero considerati erroneamente eretici in vari paesi a maggioranza sunnita e, oggi, dagli gihadisti.
A seconda dei periodi storici e culturali le controversie hanno determinato scontri anche molto violenti, persecuzioni e intimidazioni del gruppo più forte sul più debole con casi meno frequenti di ritorsioni. In alcuni casi la setta divenuta dominante ha assunto a sua volta comportamenti violenti, intimidatori e persecutori.
In tempi più recenti setta indica più frequentemente gruppi, anche non religiosi, sorti attorno a personalità carismatiche.
Nonostante il passare del tempo e un clima più orientato al dialogo e al rispetto delle diversità, il termine setta viene ancora utilizzato in senso dispregiativo per indicare gruppi che hanno credenze, miti e ritualità differenti rispetto a quelli della religione o della mentalità dominante. Alcuni sociologi della religione, per ovviare a questo problema, preferiscono utilizzare il termine "culto", ritenuto più neutrale. Questo termine però è frequentemente utilizzato negli Stati Uniti come sinonimo di setta, soprattutto per indicare gruppi borderline (definiti "cult-like").

## Etimologia
Il termine «setta religiosa» ha una doppia interpretazione a seconda dell'origine etimologica che gli si attribuisce. Alcuni lo mettono in relazione con il verbo latino seco, inteso come "tagliare" o "dividere", e in tal senso indica le congregazioni distaccatesi da una chiesa madre: movimenti eterodossi nati in seno ad altre religioni, come la cattolica o i dissidenti delle chiese di stato evangeliche, che si sono evolute nel tempo fino a divenire religioni a pari titolo con la religione madre, con analoga forza e accettazione sociale. Oggi vi si fa riferimento con il termine di chiese.
Altri con il latino sector, rafforzativo di sequor che significa "seguire". In tal senso indica la propensione a seguire l'insegnamento di un maestro o leader che si ritiene illuminato.
Inoltre la parola secta in latino significa dottrina, scuola filosofica e gruppo religioso, perciò una valenza negativa è, probabilmente, stata applicata in seguito, dato che sectae erano definite anche le scuole degli stoici, degli epicurei e degli aristotelici.
In inglese, invece, l'interpretazione è univoca grazie all'uso di due differenti termini: sect e cult. Con sect si intendono i movimenti considerati in passato «ereticali» in quanto distaccatisi da una chiesa madre (come ad esempio i bogomili, i catari, gli albigesi, i valdesi). Con la parola cult, invece, si indicano, più propriamente, quei movimenti che in italiano vengono chiamati "sette".

## Setta e chiesa
Non esiste una definizione condivisa di cosa sia chiesa e cosa sia setta. Sulla eventuale definizione di un gruppo grava anche e soprattutto la sua influenza sugli aderenti al gruppo stesso e sulla società e nella cultura in cui il gruppo si muove. Se ne consegue che un gruppo che nasca oggi e oggi venga guardato con sospetto, può radicarsi e venire chiamato chiesa dopo qualche decennio. Tipico è il caso dei cristiani che venivano chiamati "setta dei nazareni" dagli ebrei e dai romani (Atti degli apostoli 24,5).
Il passaggio da "setta" a "chiesa" si verifica tutte le volte che un culto da minoritario e marginale riesce a espandersi nella società acquisendo maggiore credibilità. In base a queste considerazioni, tutte le chiese attuali erano quindi delle sette nelle loro fasi iniziali. Esempi recenti del passaggio da setta a chiesa sono costituiti dalle varie Chiese dell'Avventismo, oppure dai mormoni nati come una comunità, di tipo settario, non sempre in buoni rapporti con la realtà circostante, che si riuniva attorno alla figura del fondatore, Joseph Smith e alle sue rivelazioni (soprattutto il Libro di Mormon). Via via che il gruppo cresceva, e soprattutto con il suo migrare e stabilizzarsi nella città, da loro fondata e costruita, che ora viene chiamata Salt Lake City, questa realtà religiosa è divenuta sempre più una chiesa vera e propria, in particolar modo dopo che lo Stato dove si erano stabilizzati, lo Utah, entrò a fare parte degli Stati Uniti e i mormoni stessi dovettero rinunciare alla pratica della poligamia.
Alcuni sociologi hanno proposto di considerare la differenza tra "chiesa" e "setta" nella modalità di adesione a essa: alla setta si aderisce mentre nella chiesa si nasce. I figli nati all'interno della setta, dato che lì sono stati cresciuti ed educati, tenderanno a vedere la setta più come una chiesa. Questa proposta di lettura rimane però controversa e non è molto utilizzata.
Altri sociologi distinguono le "chiese" dalle "sette" e le stesse sette tra loro in base a quattro elementi caratterizzanti:
- le origini storiche;
- l'evoluzione e lo sviluppo;
- il contenuto dottrinale;
- le modalità di organizzazione.

I gruppi maggioritari, quando usano il termine sette, intendono fare riferimento a gruppi che:
- basano la loro dottrina sugli insegnamenti di un solo leader fortemente carismatico (fino a sconfinare talvolta nel culto della personalità);
- hanno un percorso di avvicinamento alla conoscenza che è frequentemente di tipo iniziatico o esoterico in cui l'adepto percorre successivi livelli di indottrinamento;
- esercitano un controllo ossessivo sul singolo adepto volto a asservirne la volontà ai loro scopi controllandone azioni, emozioni, scelte morali, lavorative ed economiche;
- vivono separati dal resto della collettività, talvolta in modo tanto ossessivo da dare origine a fenomeni violenti o autolesionisti dei componenti della setta stessa.

Non a caso anche gli studiosi cattolici, come Introvigne, quando è stata proposta in Italia una legge contro la "manipolazione mentale", si sono schierati contro di essa, facendo notare che sarebbe stata usata anche contro gruppi cattolici. In sostanza una simile legge sarebbe stata una legge contro la libertà di religione, la quale è uno dei diritti fondamentali dell'uomo.
Non è scontato che i movimenti cui si fa riferimento come sette abbiano risvolti distruttivi o violenti, né che debbano necessariamente essere pericolosi per l'adepto: sono numerosi quelli che predicano la nonviolenza. In molti gruppi è frequente una commistione di fonti dottrinali, che rende gli adepti tolleranti verso le diversità di pensiero e non ostili al dialogo o al cambiamento.
Tuttavia, nel parlare quotidiano odierno, si tende a usare il termine setta riferendosi alle accezioni più negative, associandolo a intolleranza ideologica, rigidità di pensiero, prevaricazione sul singolo individuo con risvolti anche molto violenti. Il termine si applica soprattutto nei casi in cui si ritiene che il gruppo eserciti indebite pressioni psicologiche sui suoi adepti, tali da definirle come tentativi di controllo mentale e che tale norma sia quotidiana e in un certo senso parte integrante del modo di vivere quella particolare religione.
Nel sentire comune del gruppo maggioritario si ritiene che tali caratteristiche non siano proprie delle chiese poiché, anche se si sono verificati numerosi casi di pressioni simili in movimenti consolidati, tali risvolti distruttivi non sono percepiti come fondanti della totalità del sentire religioso dei fedeli e delle loro azioni, ma caratteristica solo di alcuni enti o periodi specifici.
In quest'ottica si tende a usare il termine in relazione al danno umano e sociale che si ritiene un gruppo settario potrebbe causare rispetto alle regole sociali, economiche e religiose considerate accettabili e positive dalla collettività di riferimento e in cui la presunta setta si muove come diversa.

## Gli elementi caratteristici fondamentali delle sette secondo Singer.
Nel lavoro Cults in our Midst, la psicologa Singer individua tre tratti caratteristici fondamentali comuni a ogni tipo di setta:
- Fondazione e capo carismatico
- Struttura organizzativa tra il capo e i discepoli
- utilizzo di programmi coordinati di persuasione (chiamati "riforma").

## Un tentativo di classificazione
I movimenti cui ci si riferisce frequentemente come sette sono estremamente variegati tra loro, sia per fonti dottrinali sia per organizzazione del gruppo.
Una classificazione che considera l'oggetto di interesse di questi gruppi può essere la seguente:
Movimenti non religiosidi norma si basano su principi o teorie psicoterapeutiche, politiche o economiche. Non contemplano una divinità o il senso del sacro e mettono un accento forte sulle possibilità della mente e della psiche (cfr. Scientology). Per questo vi si fa riferimento talvolta come "psico-sette" o come movimenti del potenziale umano. Tra questi movimenti o associazioni si distinguono quelli che pongono un accento particolare alla gnosi e alla scienza: filomatiche, tecnocratiche, prometeiche.
Movimenti religiosi
I filoni legati alla religiosità sono numerosissimi e complessivamente possiedono il maggior numero di membri. I culti spaziano da quelli cristiani, orientali, islamici, profetici, sino a quelli apocalittici, messianici e millenaristi. Non sono infrequenti commistioni tra tradizioni religiose diverse (sincretismo religioso). Sono riconducibili a dinamica settaria secondo i criteri di Singer anche alcuni movimenti cattolici, come ad esempio Comunione e Liberazione.
Movimenti magici, occultistici e satanicii filoni guida di tali movimenti sono innumerevoli e molto diversi. Si basano su culti di magia bianca e nera, di esoterismo, di spiritismo e filosofie pseudo-sataniche. La maggior parte dei gruppi satanici non sono violenti, malgrado la presenza di una figura tradizionalmente considerata negativa come Satana, poiché il Satana cui si riferiscono non è sempre quello tradizionale del Cristianesimo: in alcuni casi è piuttosto ricondotto a un principio filosofico o a divinità ancestrali come il dio Pan; in effetti, alcuni esperti, tra i quali Cecilia Gatto Trocchi, hanno individuato sette luciferine sfumanti sia nel neopaganesimo sia nella neo-stregoneria, nelle quali i diavoli dell'inferno non sono altro che le antiche divinità pagane degradate. Le accuse di abuso rituale satanico portate contro questi gruppi sono perlopiù riconducibili a fenomeni di isteria collettiva.
Movimenti neopagani, New Age, mistico-esotericiin questo filone è frequente il rifarsi a pratiche di meditazione orientali. Questo tipo di movimenti si caratterizza per il rifiuto delle dottrine ufficiali o delle religioni tradizionali, in favore di religioni primitive e antiche mescolate con studi sulla natura, riti magici e astrologia. In questo tipo di ambiente i gruppi professano frequentemente uno stile di vita semplice e pacifico. Possono tuttavia decidere di vivere in isolamento rispetto alla società per dedicarsi con maggior concentrazione alle proprie ricerche.
Secondo i critici di questa classificazione, dal momento che non distingue tra gruppi pericolosi e gruppi non pericolosi essa suggerirebbe, seppure implicitamente, l'idea che tutti i gruppi abbiano la stessa distruttività: satanisti come New Age e così via, contribuendo alla formazione di un clima di confusione, foriera di scarsa tolleranza, nei confronti di tutti i culti minoritari.
Va rilevato che vi sono stati gruppi fortemente minoritari di orientamento religioso che hanno destato particolari preoccupazioni per le loro pulsioni distruttive, autolesioniste o di circonvenzione sugli adepti. Tra questi i casi più famosi: il Tempio del popolo, che nel 1978 condusse al suicidio 914 persone, di cui 276 bambini in Guyana. I Davidiani, l'Ordine del Tempio Solare, Heaven's Gate, l'Aum Shinrikyō, il gruppo - sulla cui precisa identità si discute - responsabile dell’efferato omicidio settario del McDonald's di Zhaoyuan in Cina (2014), mentre altri ancora furono scoperti essersi macchiati di abusi fisici e sessuali persino su bambini, di aver depredato gli averi dei loro membri spesso per comprare armi da usarsi durante il giorno del Giudizio o contro i nemici del bene, di aver indotto i propri membri al suicidio.
Taluni di questi gruppi destano la preoccupazione di alcuni operatori di orientamento cattolico, poiché opererebbero anche nell'ambito della salute, come ad esempio i Damanhur o l'Energo-Cromo-Cinesi che mescolano medicina energetica, gnosticismo ed esoterismo New Age. Secondo questa interpretazione, tali gruppi indurrebbero nei loro aderenti atteggiamenti fobici incentivanti verso tutto ciò che è ritenuto "energeticamente" contaminante. Gli operatori cattolici riconoscono nei movimenti appena citati un fine ultimo che sarebbe di "salvifico-apocalittico", ove solo le anime "energeticamente pure" dopo essersi liberate del corpo potranno essere salvate. Inutile rammentare che tali affermazioni sono di tipo interpretativo da parte di chi non condivide la linea di pensiero dei gruppi citati. Molto differenti sono invece le proposizioni dei gruppi medesimi sulle loro medesime filosofie esistenziali, le quali devono essere opportunamente spiegate e contestualizzate, ai fini di una corretta informazione verso chi decide di avvicinarsi per cercare di comprenderle e di praticarle.
Va tuttavia ricordato come le conseguenze estreme messe in atto da parte di aderenti a movimenti religiosi o non religiosi siano decisamente rare. Esse rappresentano una percentuale minima, soprattutto se raffrontate con il quotidiano dei molti gruppi religiosi presenti nelle varie nazioni e società, che manifestano prevalentemente il desiderio di una ricerca spirituale diversa da quella maggioritaria senza presentare nessuna di queste caratteristiche deleterie.
Per prevenire il presentarsi di abusi da parte di alcuni gruppi alcuni governi, come quello degli Stati Uniti hanno portato avanti ricerche sociologiche e antropologiche su di essi e ricavato modelli comportamentali ricorrenti che alcuni gruppi possono applicare.
Uno di questi aspetti viene definito con l'acronimo inglese BITE e fa riferimento alle metodologie di controllo dell'adepto da parte del gruppo. Il controllo avverrebbe:
- sul comportamento e le abitudini della persona;
- sulle informazioni a sua disposizione;
- sul pensiero;
- sulle emozioni.

In un approccio di questo tipo la persona viene coinvolta in corsi, seminari, riunioni di preghiera o studio, attività di volantinaggio e simili sempre più intense. Spesso vi sono restrizioni ferree sul modo di vestire, alimentarsi, sulle persone da frequentare, in generale sulle libertà quotidiane. Si tende, inoltre, a indurre la persona a non consultare fonti di informazione esterne o che non siano state approvate dal gruppo o a ritenerle in qualche modo impure o dannose per sé.
Particolare importanza ha il legame affettivo con gli altri appartenenti al gruppo, che tendono a iper-responsabilizzare la persona verso i suoi doveri. Mancando verso di essi si manca anche verso i propri amici, la propria famiglia religiosa.
In tal senso gli studi sembrano suggerire che le persone che aderiscono a frange particolarmente distruttive di gruppi religiosi siano frequentemente introverse, timide o in condizione di forte stress emotivo o crisi esistenziale. Tali soggetti sarebbero più desiderosi di sentirsi parte di un gruppo solido, che possa guidarli e prendersi cura di loro e sarebbero più esposti a non percepire come lesive di sé alcune pratiche del gruppo stesso, anche sino a conseguenze drammatiche come quelle del suicidio di massa.

### Psico-sette
Il concetto di psico-setta è stato introdotto da Margaret Singer, una psicologa statunitense. In Italia, Cecilia Gatto Trocchi ha introdotto il termine psico-setta. Più recentemente, Mario Aletti ritiene privo di alcuna scientificità il tentativo di riutilizzare il concetto di lavaggio del cervello, secondo l'autore già liquidato scientificamente negli anni '80, per le psico-sette. Aletti rifiuta il concetto stesso di psico-setta che ritiene talmente esteso da non risultare chiaramente distinguibile neppure dal tifo calcistico.

## Il Consiglio d'Europa e la posizione verso i fenomeni settari

### La Raccomandazione n. 1178 del Consiglio d'Europa del 1992
Un parere autorevole in tema di fenomeni settari è venuto dal Consiglio d'Europa che, nel 1992, ha approvato una Raccomandazione su Sette e Nuovi Movimenti Religiosi (n. 1178). In tale occasione il Consiglio d'Europa ha sostenuto che una legislazione specifica sulle sette sia indesiderabile, poiché potrebbe interferire negativamente con l'articolo 9 della Convenzione europea per la salvaguardia dei diritti dell'uomo e delle libertà fondamentali ritenendo, tuttavia, che misure educative, così come legislative e di altra natura, dovrebbero essere prese in risposta ai problemi sollevati da alcune delle attività di sette e nuovi movimenti religiosi.

### Il Rapporto del Consiglio d'Europa del 1999
Il Consiglio d'Europa, nel 1999, ha stilato un nuovo rapporto, approvato all'unanimità, in cui ribadiva i contenuti della sua Raccomandazione su Sette e Nuovi Movimenti Religiosi (n. 1178) del 1992.
Nel rapporto, il Consiglio d'Europa, scrive Raffaella Di Marzio, oltre a ribadire l'indesiderabilità di una più significativa legislazione in materia di sette, ha anche scoraggiato l'uso stesso della parola setta: poiché non esiste una definizione accettata del termine "setta", che oltretutto ha assunto una connotazione molto negativa, gli stati membri sono stati invitati a utilizzare la definizione di "gruppi di natura religiosa, spirituale o esoterica". In questo modo, scrive sempre la Di Marzio, si eviterebbero tre insidie:
1. discriminare gruppi con dottrine strane ma del tutto innocui;
2. includere, tra i gruppi pericolosi, organizzazioni perfettamente inserite nelle religioni maggioritarie;
3. distinguere, in maniera discutibile e arbitraria, le sette dalle religioni.[9]

In tale rapporto si afferma tra l'altro la necessità di:
- garantire libertà di coscienza ed espressione religiosa a tutti i cittadini, in conformità alle condizioni espresse dalla Convenzione Europea sui Diritti Umani
- promuovere l'educazione religiosa
- promuovere migliori relazioni con e tra le religioni
- promuovere l'espressione sociale e culturale delle religioni

## In Italia
Secondo i dati della Polizia di Stato, al 2017 le forme più diffuse in Italia sono le psicosette o i movimenti del potenziale umano che promettono di accrescere le capacità personali con azioni di purificazione, mentre “gli obiettivi principali dei capi" sono di tipo sessuale e monetario.
Secondo l'Associazione Internazionale degli Esorcisti, alcuni magistrati e forze dell'ordine operanti nel settore, i leader carismatici tendono a indurre la dipendenza e la rinuncia al libero arbitrio personale, attraverso il controllo e la manipolazione mentale, finalizzati a sostituire lo spirito critico e l'autostima con un senso di paura e di impotenza, e la promessa di "una strada solo all'apparenza appagante e semplice da percorrere".
Il plagio e l'abuso di credulità popolare sono due figure di reato interessate dall'attività delle sette. Il plagio è stato abolito nel 1981, a seguito di una sentenza della Corte Costituzionale, mentre l'abuso di credulità popolare è stato depenalizzato nel 2016. 
Il 2 novembre 2006, il Ministero dell'Interno ha istituito la Squadra Anti Sette (S.A.S.), nucleo della Polizia di Stato specializzato nel contrasto ai reati collegati a questo tipo di attività.